# フィッシュ・ライジング
『フィッシュ・ライジング』（Fish Rising）は、イギリスのギタリスト、スティーヴ・ヒレッジが1975年に発表した、ソロ名義では初のスタジオ・アルバム。

## 解説
本作のレコーディング当時、ヒレッジはゴングのメンバーとして活動しており、ベーシック・トラックは同じくゴングに在籍していたマイク・ハウレット及びピエール・ムーランと共に録音された。また、ゴングの他のメンバーもレコーディングに参加している。
全英アルバムチャートでは3週チャート圏内に入り、最高33位に達した。
本作がリリースされた後も、ヒレッジはしばらくゴングのライブに参加していたが、1975年12月21日のロンドン公演を最後に、ミケット・ジローディと共にゴングを脱退した。
2007年のリマスターCDには、2曲のボーナス・トラックが追加された。「ペンタグラムスピン」はヴァージン・レコードのサンプラー・アルバム『V』（1975年）に収録されていた曲だが、ヒレッジ自身は仕上がりに不満があったため、2006年6月に再度ミックス・ダウンしている。

## 収録曲
全曲ともスティーヴ・ヒレッジとミケット・ジローディの共作。
1. ソーラー・ミュージック・スイート - "Solar Musick Suite" - 16:52
  - a. サン・ソング（アイ・ラヴ・イッツ・ホーリー・ミステリー） - "Sun Song (I Love Its Holy Mystery)"
  - b. カンタベリー・サンシャイン - "Canterbury Sunrise"
  - c. ハイラム・アフターグライド・ミーツ・ザ・ダーヴィッシュ - "Hiram Afterglid Meets the Dervish"
  - d. サン・ソング（リプライズ） - "Sun Song (reprise)"
2. フィッシュ - "Fish" - 1:22
3. メディテイション・オブ・ザ・スネイク - "Meditation of the Snake" - 3:15
4. ザ・サーモン・ソング - "The Salmon Song" - 8:27
  - a. サーモン・プール - "Salmon Pool"
  - b. ソロモンズ・アトランティス・サーモン - "Solomon's Atlantis Salmon"
  - c. スイミング・ウィズ・ザ・サーモン - "Swimming with the Salmon"
  - d. キング・オブ・ザ・フィッシィズ - "King of the Fishes"
5. アフタグライド - "Aftaglid" - 14:39
  - a. サン・ムーン・サーフィング - "Sun Moon Surfing"
  - b. ザ・グレイト・ウェイヴ・アンド・ザ・ボート・オブ・ヘルメス - "The Great Wave and the Boat of Hermes"
  - c. ザ・シルヴァー・ラダー - "The Silver Ladder"
  - d. アストラル・メドウズ - "Astral Meadows"
  - e. ザ・ラフタ・ヨガ・ソング - "The Lafta Yoga Song"
  - f. グリッディング - "Glidding"
  - g. ザ・ゴールデン・ヴァイブ／アウトグライド - "The Golden Vibe / Outglid"

### リマスターCDボーナス・トラック
1. ペンタグラムスピン（2006リミックス） - "Pentagrammaspin (2006 remix)" - 7:39
2. アフタグライド（オリジナル"パワー・トリオ"バッキング・トラック） - "Aftaglid (Original "Power Trio" backing track)" - 13:01

## 参加ミュージシャン
- スティーヴ・ヒレッジ - ギター、ボーカル
- ミケット・ジローディ - ボーカル、キーボード、シンセサイザー
- デイヴ・スチュワート - オルガン、ピアノ
- ティム・ブレイク - シンセサイザー、タンブーラ
- マイク・ハウレット - ベース
- ピエール・ムーラン - ドラムス、マリンバ、ダーブカ
- ディディエ・マレルブ - サックス、インディアン・フルート
- リンジー・クーパー - バスーン